# 上村樹輝
上村 樹輝（かみむら いつき、2002年12月13日 - ）は、ジャパンラグビーリーグワンのコベルコ神戸スティーラーズに所属するラグビーユニオン選手。

## 略歴
2017年、京都府中学校代表として全国ジュニア・ラグビーフットボール大会に出場した。
京都工学院高校を経て、2021年に帝京大学へ入る。大学2年時から関東大学対抗戦と大学選手権に出場。2025年1月、全国大学ラグビーフットボール選手権大会で4連覇を果たした。
2025年1月24日、ジャパンラグビーリーグワンのコベルコ神戸スティーラーズへ、アーリーエントリーでの入団を発表した。同年3月15日に行われたJAPAN RUGBY LEAGUE ONE第11節交流戦三重ヒート戦にて途中出場でリーグワン公式戦初出場を果たした。同月、帝京大学卒業。